# قضب ثلاثي الأوراق
قضب ثلاثي الأوراق (الاسم العلمي:Cadaba trifoliata) هو نوع من النباتات يتبع جنس القضب من الفصيلة القبارية.